# Илебо
Илебо (фр. Ilebo) је град у Демократској Републици Конго. Пре се звао Порт-Франки (Port-Francqui). Налази се на реци Касаи и најузводнија је пловна тачка те реке. Значајан је транспортни центар за трајекте из Киншасе и возове из Лубумбашија.
У овом граду су војници пучисте Мобутуа ухватили легалног премијера ДР Конго Патриса Лумумбу, првог децембра 1960.

## Становништво
| Година       |
| Становништво |
| ------------ |